# Donnay
Donnay Sports er et mærke indenfor tennissportsudstyr, der ejes af Frasers Group.

## Historie
Virksomheden Donnay blev etableret i 1910 af Emile Donnay i Couvin, Belgien. Donnay begyndte en produktion af tennisketsjere i 1934, og i 1970 havde de nået en position som verdens største producent af tennisketsjere. I 1988 blev virksomheden solgt til Sports Direct International, som fortsat benytter brandet.